# ملحمة البحور السبعة
ملحمة البحور السبعة هي سلسلة روائية للكاتب السعودي أسامة المسلم وقد صدر منها خمس إصدارات منذ 2017 م حتى الآن، وتصدرت الأجزاء في قائمة الكتب الأكثر مبيعاً في معظم دول الخليج العربية[بحاجة لمصدر] . تدور أحداث السلسلة في عالم البحور حول أميرة البحور السبعة لج التي تحاول حكم البحور السبعة بأي طريقة كانت.

## الروايات
| جزء | اسم الرواية        | غلاف الرواية | القصة | سنة الإصدار |
| --- | ------------------ | ------------ | --- | ----------- |
| 1   | لج                 |              | لج هي حورية من نسل لم تعرفه ولكننا نعرف بأنها ابنة حاكم البحور السبعة عقيق الذي تزوج من لؤلؤان ورغم طمع الممالك بحكم البحور السبعة إلا أن العرش لازال خاوياً وعلى لج حكمه بأي وسيلة كانت .                  | 2017        |
| 2   | ملكة الغرانيق      |              | عقب أحداث الجزء الأول، تكمل لج سبيلها لحكم البحور السبعة رغم العقبات والمطاردات وظهور شخصيات جديدة وشخصيات قديمة لها تأثير أكبر كشخصية أمفرتيت الغرنيقة وكوفان البشري وبلشون البحارة والعديد من الشخصيات . | 2017        |
| 3   | ثورة الحور         |              | في هذا الجزء نتعرف على قصص من الماضي وقصص من الحاضر، وندرك المعنى الحرفي لتولي حكم البحور السبعة، نتعمق في هذا الجزء بالعديد من الشخصيات كـ سايدن ووجيف، وكوفان وبلشون، لج وناسك، ديانكا، وكوفان وبلشون .  | 2018        |
| 4   | صراع الملكات       |              | يبقى الشيء الشاغل في البحور السبعة هو عرش الحكم، فيبقى لدى أمفرتيت ولج، وسايدن ووجيف، ديانكا حاكمة السايرينات، وباقي ملوك الكائنات البحرية صراع أزلي .                                                     | 2019        |
| 5   | فجر السايرينات     |              | عندما تحصل دايانكا على حكم البحور السبعة ، تضطر جميع الممالك في البحر لإيقاف صراعاتهم على العرش والتحالف معا للقضاء على دايانكا ومملكة السايرينات بأكملها .                                                | 2021        |
| 6   | إمبراطورية السلاحف |              | تتم كتابته | -           |